# Diederrick Joel Tagueu
Diederrick Joel Tagueu Tadjo (sinh ngày 6 tháng 12 năm 1993), được biết đến với tên gọi Joel Tagueu hoặc đơn giản là Joel, là một cầu thủ bóng đá chuyên nghiệp người Cameroon, chơi ở vị trí tiền đạo cắm cho câu lạc bộ Hà Nội ở V.League 1.

## Sự nghiệp thi đấu

### Londrina
Sinh ra tại Nkongsamba, Joel đã chuyển đến Brazil vào tháng 9 năm 2009 để tham gia vào hệ thống đào tạo trẻ của câu lạc bộ Iraty. Vào tháng 3 năm 2011, anh chuyển đến câu lạc bộ Londrina, nằm gần đó và cũng thuộc sở hữu của cùng một chủ sở hữu là Sérgio Malucelli. Sau khi thể hiện ấn tượng trong đội trẻ, anh đã được đôn lên đội một của Londrina vào năm 2012.
Joel có trận ra mắt đội một của mình vào ngày 28 tháng 3 năm 2012, khi anh vào sân như một cầu thủ dự bị vào phút cuối trong trận thua 0-1 trên sân khách trước Coritiba, tại giải vô địch Campeonato Paranaense. Anh ghi bàn đầu tiên của mình bốn ngày sau đó, lập công cho đội bóng của mình trong trận hòa 1-1 trên sân nhà trước Toledo Colônia Work.
Trong mùa giải 2014, Joel đóng vai trò quan trọng trong chiến công vô địch của Londrina tại giải Paranaense và cũng thường xuyên ghi bàn cho đội bóng trong giải Série D. Vào ngày 31 tháng 7 năm 2014, anh lập cú đúp trong trận thắng 2-1 trên sân nhà trước Santos, trong khuôn khổ giải Copa do Brasil của mùa giải đó.

#### Coritiba (cho mượn)
Vào ngày 4 tháng 9 năm 2014, Joel được cho mượn đến Coritiba cho phần còn lại của mùa giải, sau đó được thương lượng với một đội tuyển của Đức chưa được tiết lộ tên. Anh có trận ra mắt tại giải Série A ba ngày sau đó, lại một lần nữa từ ghế dự bị trong trận hòa 0-0 trên sân khách trước Bahia.
Joel ghi bàn đầu tiên của mình trong giải hàng đầu của Brazil vào ngày 10 tháng 9, lập công trong trận thắng 3-0 trên sân nhà trước Chapecoense. Bảy ngày sau, anh ghi cú đúp trong trận thắng 3-1 trên sân nhà trước São Paulo, nhưng sau khi ra ngoài để ăn mừng bàn thắng cuối cùng, anh đã té xuống một lỗ ở hành lang phòng thay đồ.

### Cruzeiro
Vào ngày 16 tháng 12 năm 2014, Joel chuyển đến câu lạc bộ đồng hạng Cruzeiro, với một khoản phí là 2,5 triệu R$. Anh ra mắt cho câu lạc bộ vào ngày 1 tháng 2 của năm sau, ghi bàn thắng quyết định trong trận thắng sân khách trước Democrata-GV.
Joel đã được Cruzeiro mua đứt hoàn toàn vào tháng 5 năm 2015. Tuy nhiên, anh gặp khó khăn với chấn thương trong suốt mùa giải, chỉ xuất hiện trong 11 trận đấu trong giải đấu, ghi được một bàn thắng.

#### Cho Mươn

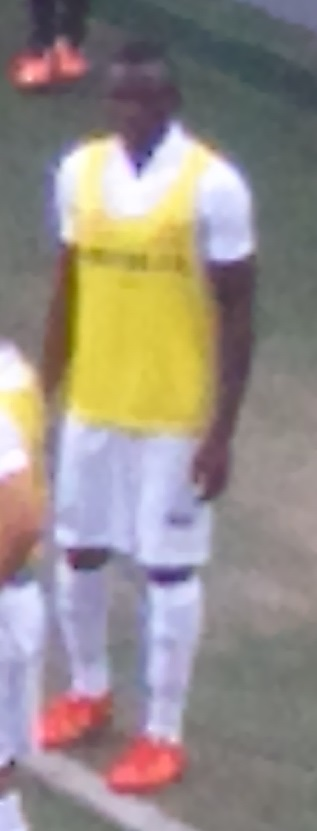
Joel khởi động cho Santos vào năm 2016

Vào ngày 11 tháng 1 năm 2016 Joel được cho đội bóng đồng hương Santos mượn trong một năm. Anh ra mắt câu lạc bộ vào ngày 30 tháng 1, vào sân thay người ở hiệp hai trong trận hòa 1-1 trên sân nhà Campeonato Paulista trước São Bernardo .